# Strijkkwintet (Schubert)
Het Strijkkwintet in C-majeur (D 956, opus postuum 163) van Franz Schubert is een kamermuziekwerk dat de componist schreef in de zomer van 1828, twee maanden voor zijn dood. Het is Schuberts laatste instrumentale werk. Dit kwintet beleefde zijn première op 17 november 1850 in de Musikverein in Wenen en werd gepubliceerd in 1853. Het gehele werk heeft een lengte van om en bij de 50 minuten, afhankelijk van de interpretatie van de uitvoerders.

## Beschrijving
Dit werk is het enige strijkkwintet in de omvangrijke serie kamermuziekwerken van Schubert. Het valt op door zijn wat onconventionele bezetting: 2 violen, altviool en 2 cello's (terwijl gebruikelijker was, bijvoorbeeld in strijkkwintetten van Mozart: 2 violen, 2 altviolen en cello). Door die keuze voor twee cello's wordt de klank in de lage registers meer sonoor. Ook Luigi Boccherini schreef enig werk in deze bezetting, echter bij Schubert wordt de tweede cello meer gebruikt in de stijl van een additionele altvioollijn.

### Delen
Het werk bestaat uit 4 delen:
1. Allegro ma non troppo
2. Adagio
3. Scherzo. Presto – Trio. Andante sostenuto
4. Allegretto

Overeenkomstig andere late werken van Schubert (zoals de 9e Symfonie en de late Pianosonate in Bes D 960) is het openingsdeel, dat in de sonatevorm is geschreven, het omvangrijkste: het neemt qua tijdsduur meer dan een derde van de totale compositie in beslag.
Het tweede deel is in driedelige vorm (ABA) geschreven, waarbij de hoekdelen in E-majeur staan en in zeer rustig tempo geschreven zijn. Het contrastrerende middengedeelte staat echter in de niet-gerelateerde toonsoort f-mineur. Zodra het A-gedeelte in E-majeur terugkeert speelt de tweede cello een passage in 32-en, die lijkt te zijn ingegeven door de turbulentie van het net beëindigde B-gedeelte. In de laatste drie maten van dit tweede deel probeert Schubert de twee ver verwijderde toonsoorten f-mineur (met 4 mollen) en E-majeur (met 3 kruizen) nog even bij elkaar te brengen middels enige briljante modulaties.
Het scherzo is symfonisch en groots van opzet: de lage instrumenten worden vernieuwend gebruikt, op een wijze die een zeer groot volume genereren. Het middendeel (Trio) is een zeer trage mars, die een schaduw vooruit lijkt te werpen op de klankwereld van Gustav Mahler.
Het laatste deel is een uitbundig Rondo, met duidelijke Hongaarse invloeden.

### Opvallende kenmerken
Hoewel de eerste recensenten het werk bekritiseerden wegens gebrek aan gepolijstheid dat een klassiek werk diende te bezitten, werd het werk toch steeds meer gewaardeerd. Tegenwoordig behoort het werk tot de topwerken in het complete kamermuziekrepertoire. Muzikaal gezien leunt het werk op diepe emoties met momenten van transcendentale schoonheid. Compositietechnisch bevat het werk enige ongebruikelijke kenmerken, zoals de twee slotnoten in elk deel (de verlaagde tweede trap supertonica - ook bekend als Napolitaans sextakkoord) en de tonica, elke steeds forte gespeeld worden.

## Gebruik in andere media
Het contemplatieve karakter van het tweede deel maakte dat dit regelmatig opdook als achtergrondmuziek voor schilderachtige of nachtelijke scènes in films. Voorbeelden: Nocturne Indien (1989), Conspiracy (2001) en The Human Stain (2003). Ook aflevering 21 uit de televisieserie Inspector Morse ('Dead on Time') citeerde veelvuldig uit dit strijkkwintet, evenals enige afleveringen van de BBC-serie van Desmond Morris: The Human Animal. Het werd ook gebruikt in de film Carrington, over een jonge kunstenares in de Eerste Wereldoorlog. Na de slotakkoorden van het tweede deel (Adagio) aan het einde van de film klinkt het fatale schot waarmee Dora Carrington zelfmoord pleegt.

## Invloeden
Schuberts strijkkwintet lijkt te zijn geïnspireerd door strijkkwintet nr. 3 KV 515 van Mozart en strijkwintet op. 29 van Beethoven in dezelfde toonsoort, en ook door soortgelijke kwintetten van George Onslow. Deze gebruikte net als Schubert een tweede cello in enige van zijn 34 kwintetten. Het openingsthema van Schuberts kwintet heeft veel karakteristieken die men ook bij Mozarts kwintet tegenkomt, zoals de decoratieve wendingen, onregelmatige lengte van frases, en stijgende staccato arpeggio's (welke bij Schubert echter niet in de expositie van de sonatevorm, maar alleen in de reprise van het eerste deel voorkomen).
Op zijn beurt inspireerde Schuberts kwintet weer Brahms bij het schrijven van diens Pianokwintet op. 34. Het derde deel van Brahms in c-mineur eindigt bijna identiek als Schuberts vierde deel, met sterke nadruk op de supertonica (het D-majeur akkoord).

## Historische context en belang van het werk
Het strijkkwintet werd gecomponeerd tussen augustus en september van 1828, maar werd pas in 1883 of 1884 uitgegeven. Schubert stuurde het werk naar een van zijn uitgevers ter overweging, en schreef: "Uiteindelijk heb ik een kwintet voor twee violen, een altviool en twee cello's geschreven... de repetities van het kwintet zullen over enkele dagen reeds starten. Mocht een van deze composities zichzelf toevallig bij u aanbevelen, laat het me dan alstublieft weten." Probst antwoordde hierop dat hij graag slechts meer vokale werken en pianostukken van Schubert wilde. Zelfs in dit late stadium van Schuberts carrière werd Schubert nauwelijks serieus genomen als componist van kamermuziek, en persisteerde het beeld van Schubert als lied- en pianocomponist.
Ook opvallend is dat het stuk slechts een paar maanden voor Schuberts dood werd geschreven. Het slotakkoord van het stuk lijkt dit naderend einde te symboliseren (het gebruik van het C-groot-akkoord tegen het dissonante Des-groot-akkoord)."Zoals Browning's Abt Vogler het uitdrukte: Hark, I have dared and done, for my resting place is found, The C major of this life so, and now I will try to sleep."